# Suite no 3 de Tchaïkovski
La Suite no 3 en sol majeur, op. 55 de Piotr Ilitch Tchaïkovski est une œuvre pour orchestre composée en 1884.

## Plan de l'œuvre
1. Élégie. Andantino molto cantabile
2. Valse mélancolique. Allegro moderato
3. Scherzo. Molto vivace
4. Tema con variazioni. Andante con moto

## Orchestration
| Instrumentation de Suite no 3                                                                  |
| Bois                                                                                           |
| 3 flûtes (la 3e prend le piccolo), 2 hautbois, 1 cor anglais, 2 clarinettes (en la), 2 bassons |
| Cuivres                                                                                        |
| 4 cors (en fa), 2 trompettes (en ré et fa), 3 trombones (2 ténors et 1 basse), 1 tuba          |
| Percussions                                                                                    |
| timbales, tambour militaire, cymbales, grosse caisse, tambourin, triangle                      |
| Cordes                                                                                         |
| 1 harpe, premiers violons, seconds violons, altos, violoncelles, contrebasses                  |